# Virginia Slims of Dallas 1975
Virginia Slims of Dallas 1975, також відомий під назвою Maureen Connolly Memorial, — жіночий тенісний турнір, що проходив на закритих кортах з килимовим покриттям Moody Coliseum у Далласі (США) в рамках Світової чемпіонської серії Вірджинії Слімс 1975. Турнір відбувся вчетверте і тривав з 17 березня до 23 березня 1975 року. Четверта сіяна Вірджинія Вейд здобула титул в одиночному розряді й отримала за це 15 тис. доларів США.

## Фінальна частина

### Одиночний розряд
Вірджинія Вейд —  Мартіна Навратілова 2–6, 7–6(5–3), 4–3 ret.

### Парний розряд
Франсуаза Дюрр /  Бетті Стов —  Джулі Ентоні /  Мона Шалло 7–6(5–4), 6–2

## Розподіл призових грошей
| Дисципліна       | П       | F      | ПФ     | ЧФ     | 1/8    | 1/16 |
| Одиночний розряд | $15,000 | $8,500 | $4,200 | $2,100 | $1,100 | $550 |